# NGC 431
NGC 431 је спирална галаксија у сазвежђу Андромеда која се налази на NGC листи објеката дубоког неба.
Деклинација објекта је + 33° 42' 19" а ректасцензија 1h 14m 4,6s. Привидна величина (магнитуда) објекта NGC 431 износи 12,9 а фотографска магнитуда 13,9. Налази се на удаљености од 109,583 милиона парсека од Сунца. NGC 431 је још познат и под ознакама UGC 776, MCG 5-4-2, CGCG 502-8, CGCG 501-132, PGC 4437.